# Product Lifecycle Support
Product Lifecycle Support, PLCS, är en modell för hur informationen om en viss produkt skall hanteras under hela dess livscykel, det vill säga från idéstadiet över utveckling och drift till avveckling och nedläggning. Modellen gör det lättare för den organisation som ansvarar för produkten att kunna reparera, uppgradera och modifiera en komplicerad produkt. PLCS är en ISO-standard med beteckningen ISO 10303-239. Utvecklingen av PLCS sker numera inom organisationen OASIS PLCS Technical Committee (TC).

## Innehåll
Enligt PLCS skall en produkts information bland annat innehålla följande dokumentation:
- Kravspecifikationer (de krav som ställts på produkten före och under utvecklingsarbetet)
- Designinformation (hur produkten faktiskt byggdes upp)
- Vilka verktyg som skall användas till produkten
- Krav på utbildning av användare och stödfunktioner
- Hur produkten kan/skall utvecklas
- Hur produkten skall följas upp
- Hur produkten skall underhållas

Ett exempel på en produkt som kan utvecklas med hjälp av PLCS är ett flygplan. Informationen om flygplanet blir då:
- Kraven på flygplanet: prestanda, teknisk information, lastförmåga, antal passagerare, etc.
- Flygplanets konstruktion
- Med vilka verktyg flygplanet byggs, repareras och underhålles samt avvecklas/skrotas
- Utbildningskrav på ombordpersonal och markpersonal
- Möjliga sätt att utveckla flygplansmodellen
- Hur flygplanet skall följas upp, till exempel säkerhetsmässigt, drift- och underhållsmässigt, ekonomiskt, etc
- Hur flygplanet skall underhållas för att utnyttjas på bästa sätt.

Dessutom kan information om den faktiska konfigurationen av en viss produkt lagras och spåras (till exempel med vilken utrustning och konfiguration ett visst flygplan levererades med till en viss kund).

## Användningssätt
Enligt OASIS går det att implementera PLCS på tre sätt i en organisation:
- Som länken mellan Product Lifecycle Management-support och -information
- Som översättare mellan olika system (från till exempel Cobol till Java)
- Som standard för datautbyte (mellan till exempel Microsoft Office och en Oracledatabas)

## Varför PLCS?
PLCS möjliggör den informationshantering som produktägare behöver för att kunna få ut så mycket som möjligt av en produkt under hela dess livslängd till en så liten kostnad som möjligt. På detta sätt har den svenska Försvarsmakten utnyttjat PLCS så att dess korvetter av Visbyklass inte bara ska uppfylla vissa funktionella krav utan även att de kan underhållas på ett effektivt sätt, att de kan uppgraderas utan stora kostnader och att alla delar i dem kan spåras vid problem.
Komplexiteten gör att PLCS lämpar sig nästan uteslutande för produkter med en lång livslängd och som är komplexa att underhålla. Några exempel kan vara flygplan, fartyg och andra fordon, televäxlar, elverk, oljeplattformar, större gruvutrustning, hissar och processfabriker.
För underhållspersonal innebär PLCS att man får tillgång till exakta designuppgifter på ett lättillgängligt och korrekt sätt om en felande produkt och därmed minimeras risken för att reparera på fel sätt, ställe eller med fel verktyg.

## Var har PLCS använts?
I utvecklingen av:
- Visby korvetter, FMV använder PLCS
- SAAB Gripen, Saab Aerosystems och BAE Systems tillsammans med FMV använder PLCS
- flera svenska myndigheter ställer idag krav enligt PLCS (bl.a. FMV)